# غازي كبارة
غازي كبارة ، ممثل لبناني 

## عن حياته
له العديد من الأعمال التلفزيونية .

## من  أعماله

### المسلسلات
- أجيال
- سارة
- أبو جعفر المنصور

## روابط خارجية
- غازي كبارة على موقع قاعدة بيانات الأفلام العربية